# Cabrerolles
Cabrerolles (okzitanisch: Cabrairòlas) ist eine französische Gemeinde mit 338 Einwohnern (Stand: 1. Januar 2022) im Département Hérault in der Region Okzitanien. Sie gehört zum Arrondissement Béziers und zum Kanton Cazouls-lès-Béziers. Die Einwohner werden Cabrerollais genannt.

## Geographie
Die Gemeinde Cabrerolles liegt in den südlichsten Ausläufern der Cevennen im Regionalen Naturpark Haut-Languedoc, etwa 15 Kilometer nördlich von Béziers. Im nordwestlichen Gemeindegebiet entspringt das Flüsschen Rieutort, das zum Orb entwässert. Umgeben wird Cabrerolles von den Nachbargemeinden Les Aires im Nordwesten und Norden, Hérépian im Norden und Nordosten, Faugères im Nordosten und Osten, Caussiniojouls im Osten, Laurens im Osten und Südosten, Autignac im Südosten und Süden, Murviel-lès-Béziers im Süden sowie Saint-Nazaire-de-Ladarez im Westen.

## Bevölkerungsentwicklung
| Jahr                       | 1962 | 1968 | 1975 | 1982 | 1990 | 1999 | 2009 | 2020 |
| Einwohner                  | 293  | 284  | 256  | 255  | 293  | 270  | 324  | 339  |
| Quellen: Cassini und INSEE |      |      |      |      |      |      |      |      |

## Sehenswürdigkeiten
- Kirche Saint-Amand
- Burg Cabrerolles, Anfang des 12. Jahrhunderts erbaut, Monument historique

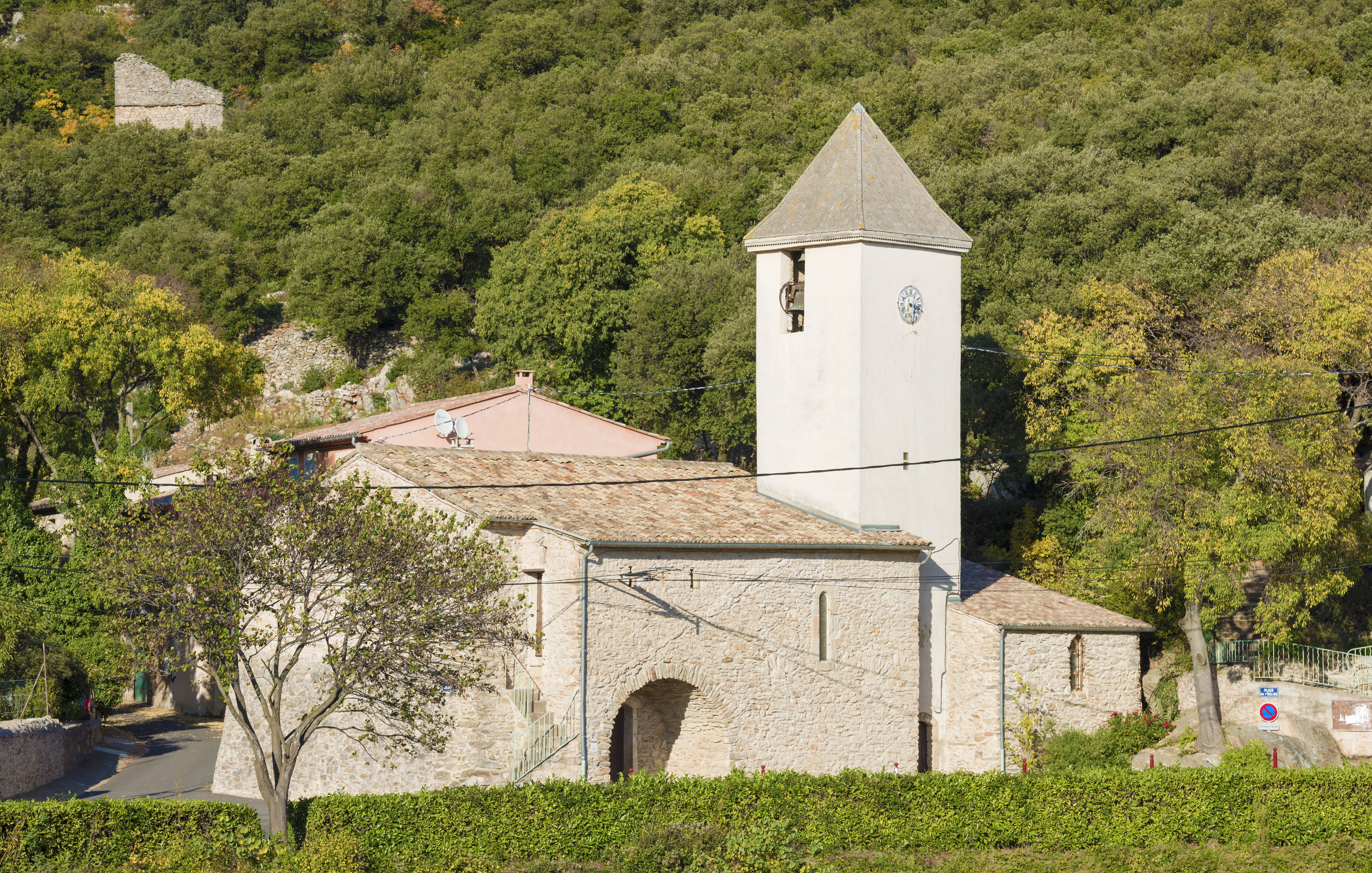
Kirche Saint-Amand
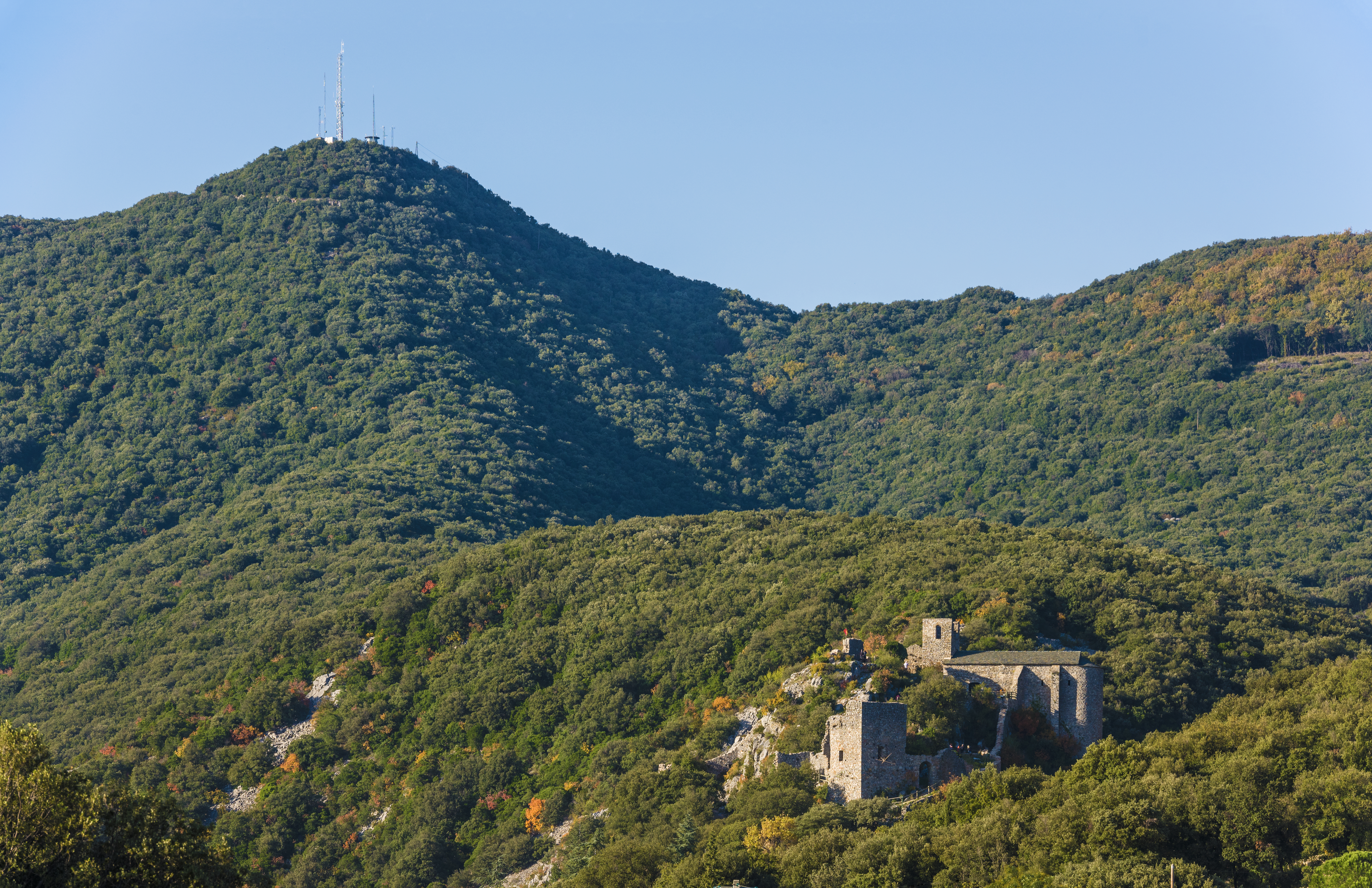
Burg Cabrerolles
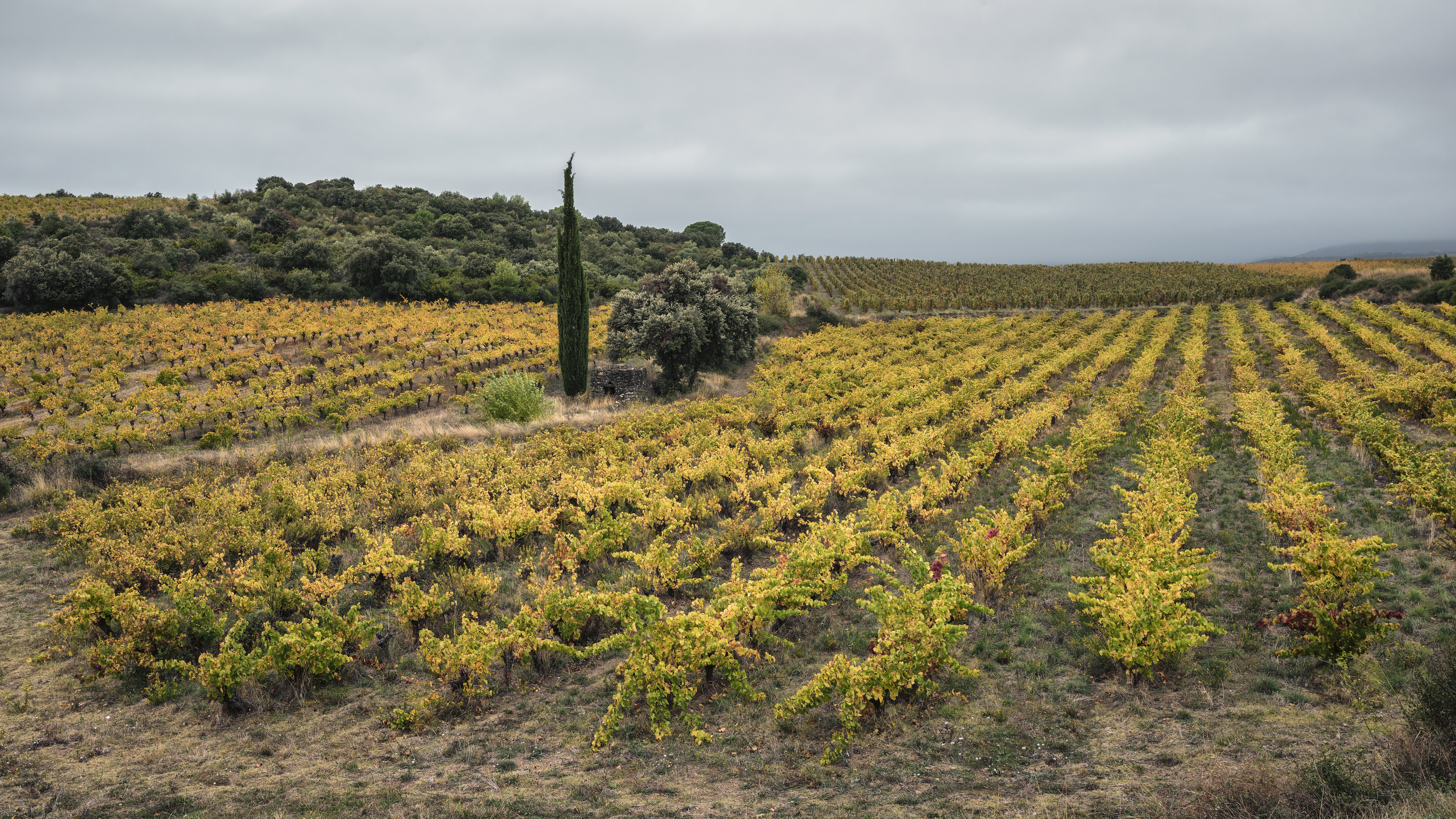
Weinreben in Cabrerolles

## Wirtschaft
Die in der Ortschaft angebauten Weine werden zum Weinbaugebiet Faugères gezählt.